# Premio César per i migliori costumi
Il premio César per i migliori costumi (César des meilleurs costumes) è un premio cinematografico francese assegnato annualmente dall'Académie des arts et techniques du cinéma a partire dal 1985.
Il plurivincitore, con quattro riconoscimenti, è Christian Gasc.

## Albo d'oro
I vincitori sono indicati in grassetto, a seguire gli altri candidati.

### Anni 1985-1989
- 1985: Yvonne Sassinot de Nesle - Un amore di Swann (Un amour de Swann) 
  - Enrico Job - Carmen
  - Rosine Delamare e Corinne Jorry - Fort Saganne
- 1986: Olga Berluti e Catherine Gorne-Achdjian - Harem
  - Jacqueline Bouchard - L'Effrontée - Sarà perché ti amo? (L'Effrontée)
  - Christian Dior e Elisabeth Tavernier - La donna che ci separa (Bras de fer)
  - Christian Gasc - Rendez-vous
- 1987: Anthony Powell - Pirati (Pirates)  
  - Yvette Bonnay - Thérèse
  - Catherine Leterrier - Melò (Mélo)
- 1988: Jacqueline Moreau - Quarto comandamento (La passion Béatrice)
  - Olga Berluti - De guerre lasse
  - Corinne Jorry - Arrivederci ragazzi (Au revoir les enfants)
- 1989: Dominique Borg - Camille Claudel
  - Yvonne Sassinot de Nesle - Chouans!
  - Elisabeth Tavernier - La vita è un lungo fiume tranquillo (La vie est un long fleuve tranquille)

### Anni 1990-1999
- 1990: Theodor Pištěk - Valmont
  - Catherine Leterrier - La rivoluzione francese (La révolution française)
  - Jacqueline Moreau - La vita e niente altro ( La vie et rien d'autre)
- 1991: Franca Squarciapino - Cyrano de Bergerac
  - Agnès Nègre - Le château de ma mère
  - Agnès Nègre - La gloire de mon père
  - Yvonne Sassinot de Nesle - Lacenaire
- 1992: Corinne Jorry - Tutte le mattine del mondo (Tous les matins du monde) 
  - Valérie Pozzo di Borgo - Delicatessen
  - Edith Vesperini - Van Gogh
- 1993: Sylvie de Segonzac - A cena col diavolo (Le souper) 
  - Pierre-Yves Gayraud e Gabriella Pescucci - Indocina (Indochine)
  - Yvonne Sassinot de Nesle - L'amante (L'amant)
- 1994: Sylvie Gautrelet, Caroline de Vivaise e Moidele Bickel - Germinal
  - Catherine Leterrier - I visitatori (Les visiteurs)
  - Franca Squarciapino - Louis, enfant roi
- 1995: Moidele Bickel - La Regina Margot (La Reine Margot) 
  - Anne de Laugardière e Olga Berluti - Farinelli - Voce regina (Farinelli)
  - Franca Squarciapino - Il colonnello Chabert (Le colonel Chabert)
- 1996: Christian Gasc - Madama Butterfly (Madame Butterfly)
  - Jean-Paul Gaultier - La città perduta (La cité des enfants perdus)
  - Franca Squarciapino - L'ussaro sul tetto (Le hussard sur le toit)
- 1997: Christian Gasc - Ridicule
  - Sylvie de Segonzac - L'insolente (Beaumarchais l'insolent)
  - Agnès Evein e Jacqueline Moreau - Capitan Conan (Capitaine Conan)
- 1998: Christian Gasc - Il cavaliere di Lagardère (Le bossu) 
  - Dominique Borg - Artemisia - Passione estrema (Artemisia)
  - Jean-Paul Gaultier - Il quinto elemento (Le cinquième élément)
- 1999: Pierre-Jean Larroque - Lautrec
  - Sylvie de Segonzac - Don Juan
  - Nathalie du Roscoat e Elisabeth Tavernier - Place Vendôme

### Anni 2000-2009
- 2000: Catherine Leterrier - Giovanna d'Arco (Jeanne d'Arc) 
  - Eve-Marie Arnault - Rembrandt
  - Gabriella Pescucci e Caroline de Vivaise - Il tempo ritrovato (Le temps retrouvé, d'après l'oeuvre de Marcel Proust)
- 2001: Edith Vesperini e Jean-Daniel Vuillermoz - Saint-Cyr
  - Olivier Bériot - Le roi danse
  - Yvonne Sassinot de Nesle - Vatel
- 2002: Dominique Borg - Il patto dei lupi (Le pacte des loups) 
  - Pierre-Jean Larroque - La nobildonna e il duca (L'anglaise et le duc)
  - Catherine Bouchard - La chambre des officiers
  - Madeline Fontaine - Il favoloso mondo di Amélie (Le fabuleux destin d'Amélie Poulain)
- 2003: Philippe Guillotel, Tanino Liberatore e Florence Sadaune - Asterix e Obelix - Missione Cleopatra (Astérix & Obélix: Mission Cléopâtre)
  - Pascaline Chavanne - 8 donne e un mistero (8 Femmes)
  - Anna B. Sheppard - Il pianista (The Pianist)
- 2004: Jackie Budin - Mai sulla bocca (Pas sur la bouche) 
  - Catherine Leterrier - Bon Voyage
  - Carine Sarfati - Monsieur N.
- 2005: Madeline Fontaine - Una lunga domenica di passioni (Un long dimanche de fiançailles) 
  - Catherine Bouchard - Podium
  - Pierre-Jean Larroque - Arsenio Lupin (Arsène Lupin)
- 2006: Caroline de Vivaise - Gabrielle
  - Pascaline Chavanne - Les âmes grises
  - Alison Forbes-Meyler - Joyeux Noël
- 2007: Marie-Claude Altot - Lady Chatterley
  - Jackie Budin - Cuori (Coeurs)
  - Charlotte David - OSS 117: Le Caire nid d'espions
  - Pierre-Jean Larroque - Triplice inganno (Les Brigades du Tigre)
  - Michèle Richer - Days of Glory (Indigènes)
- 2008: Marit Allen - La vie en rose (La Môme) 
  - Jacqueline Bouchard - Un secret
  - Corinne Jorry - Le deuxième souffle
  - Pierre-Jean Larroque - Le avventure galanti del giovane Molière (Molière)
  - Jean-Daniel Vuillermoz - Jacquou le croquant
- 2009: Madeline Fontaine - Séraphine
  - Nathalie du Roscoat - Sagan
  - Pierre-Jean Larroque - Les femmes de l'ombre
  - Virginie Montel - Nemico pubblico N. 1 - L'istinto di morte (Mesrine: L'instinct de mort) / Nemico pubblico N. 1 - L'ora della fuga (Mesrine: L'ennemi public n° 1)
  - Carine Sarfati - Paris 36 (Faubourg 36)

### Anni 2010-2019
- 2010: Catherine Leterrier - Coco avant Chanel - L'amore prima del mito (Coco avant Chanel)
  - Chattoune & FAB - Coco Chanel & Igor Stravinsky
  - Charlotte David - OSS 117: Rio ne répond plus
  - Madeline Fontaine - L'esplosivo piano di Bazil (Micmacs à tire-larigot)
  - Virginie Montel - Il profeta (Un prophète)
- 2011: Caroline de Vivaise - La princesse de Montpensier
  - Olivier Beriot - Adèle e l'enigma del faraone (Les Aventures extraordinaires d'Adèle Blanc-sec)
  - Pascaline Chavanne - Potiche - La bella statuina (Potiche)
  - Alexia Crisp-Jones - Tournée
  - Marielle Robaut - Uomini di Dio (Des hommes et des dieux)
- 2012: Anaïs Romand - L'Apollonide - Souvenirs de la maison close
  - Catherine Baba - My Little Princess
  - Mark Bridges - The Artist
  - Christian Gasc - Le donne del 6º piano (Les femmes du 6e étage)
  - Viorica Petrovici - La sorgente dell'amore (La Source des femmes)
- 2013: Christian Gasc – Les Adieux à la Reine
  - Pascale Chavanne – Augustine
  - Madeline Fontaine – Camille redouble
  - Mimi Lempicka – Cloclo
  - Charlotte David - Tutti pazzi per Rose (Populaire)
- 2014: Pascaline Chavanne - Renoir
  - Florence Fontaine - Mood Indigo - La schiuma dei giorni (L'Écume des jours)
  - Madeline Fontaine - Lo straordinario viaggio di T.S. Spivet (The Young and Prodigious T.S. Spivet)
  - Olivier Bériot - Tutto sua madre (Les Garçons et Guillaume, à table!)
  - Anina Diener - Michael Kohlhaas
- 2015: Anaïs Romand - Saint Laurent
  - Pierre-Yves Gayraud - La bella e la bestia (La Belle et la Bête)
  - Carine Sarfati - French Connection (La French)
  - Pascaline Chavanne - Una nuova amica (Une nouvelle amie)
  - Madeline Fontaine - Yves Saint Laurent
- 2016: Pierre-Jean Larroque - Marguerite
  - Anaïs Romand - Journal d'une femme de chambre
  - Selin Sözen - Mustang
  - Catherine Leterrier - L'Odeur de la mandarine
  - Nathalie Raoul - I miei giorni più belli (Trois souvenirs de ma jeunesse)
- 2017: Anaïs Romand - Io danzerò (La Danseuse)
  - Pascaline Chavanne - Frantz
  - Catherine Leterrier - Mal di pietre (Mal de pierres)
  - Alexandra Charles - Ma Loute
  - Madeline Fontaine - Una vita (Une vie)
- 2018: Mimi Lempicka - Ci rivediamo lassù (Au revoir là-haut)
  - Isabelle Pannetier - 120 battiti al minuto (120 battements par minute)
  - Pascaline Chavanne - Barbara
  - Anaïs Romand - Les Gardiennes
  - Catherine Bouchard - La promessa dell'alba (La promesse de l'aube)
- 2019: Pierre-Jean Larroque - Lady J (Mademoiselle de Joncquières)
  - Anaïs Romand e Sergio Ballo - La douleur
  - Pierre-Yves Gayraud - L'Empereur de Paris
  - Milena Canonero - I fratelli Sisters (The Sisters Brothers)
  - Anaïs Romand - Un peuple et son roi

### Anni 2020-2029
- 2020: Pascaline Chavanne – L'ufficiale e la spia (J'accuse)
  - Alexandra Charles – Jeanne
  - Thierry Delettre – Edmond
  - Dorothée Guiraud – Ritratto della giovane in fiamme (Portrait de la jeune fille en feu)
  - Emmanuelle Youchnovski – La belle époque
- 2021: Madeline Fontaine – La brava moglie (La Bonne Épouse)
  - Mimi Lempicka – Adieu les cons
  - Hélène Davoudian – Les choses qu'on dit, les choses qu'on fait
  - Anaïs Romand e Sergio Ballo – De Gaulle
  - Pascaline Chavanne – Estate '85 (Été 85)
- 2022: Pierre-Jean Larroque - Illusioni perdute (Illusions perdues)
  - Catherine Leterrier - Aline - La voce dell'amore (Aline)
  - Pascaline Chavanne - Annette
  - Madeline Fontaine - Délicieux - L'amore è servito (Délicieux)
  - Thierry Delettre - Eiffel
- 2023: Gigi Lepage - Simone Veil - La donna del secolo (Simone, le voyage du siècle')
  - Caroline de Vivaise - Forever Young - Les Amandiers (Les Amandiers)
  - Pierre-Jean Larroque - Couleurs de l'incendie
  - Emmanuelle Youchnovski - En attendant Bojangles
  - Corinne Bruand - L'innocente (L'Innocent)
  - Praxèdes de Vilallonga - Pacifiction - Un mondo sommerso (Pacifiction - Tourment sur les îles)
- 2024: Ariane Daurat - The Animal Kingdom (Le Règne animal)
  - Pascaline Chavanne - Mon Crime - La colpevole sono io (Mon Crime)
  - Jürgen Doering - Jeanne du Barry - La favorita del re (Jeanne du Barry)
  - Thierry Delettre - I tre moschettieri - D'Artagnan (Les Trois Mousquetaires: D'Artagnan) e I tre moschettieri - Milady (Les Trois Mousquetaires: Milady)
  - Trần Nữ Yên Khê - Il gusto delle cose (La Passion de Dodin Bouffant)
- 2025: Thierry Delettre – Il conte di Montecristo (Le Comte de Monte-Cristo)
  - Isabelle Mathieu – Monsieur Aznavour
  - Virginie Montel – Emilia Pérez
  - Isabelle Pannetier – L'amore che non muore (L'Amour ouf)
  - Anaïs Romand – Sarah Bernhardt, la Divine